# Micronotus dubius
Micronotus dubius är en insektsart som beskrevs av Hancock, J.L. 1909. Micronotus dubius ingår i släktet Micronotus och familjen torngräshoppor. Inga underarter finns listade i Catalogue of Life.